# Norrskärs fyr
Norrskärs fyr är en fyrbyggnad på Västra Norrskär 40 km från Finlands kust. Den byggdes år 1846 och bemannades fram till och med 1987. Den är 21 meter hög och består av sten och tegel. Fyren är svart med ett vitt bälte på mitten. Som bränsle till fyrens nio oljelampor använde man till en början olja av hampa. Med hjälp av ett urverk som fungerade med ett lod snurrade lamporna runt. Urverket drogs upp två gånger per dygn. Vintertid behövde inte fyren hållas tänd, då all fartygstrafik hindrades av de hårda isarna. Fyrväktarna bodde ute på Norrskär året runt, ofta var de helt isolerade från civilisationen. På hösten lyftes årslönen, pengarna skulle räcka till för inköp av proviant för vintermånaderna. Födan drygades ut med fisk och sälkött.
Energikällor som använts till att hålla fyren tänd:
| 1847 – 1860      | Rå hampolja           |
| 1860 – 1875      | Renad hampolja        |
| 1875 – 1882      | Rovolja               |
| 1882 – 1945      | Petroleum             |
| 1945 – 1977      | 110 V DC              |
| 1977 och framåt: | 220 V AC och 110 V DC |